# Torre Iberdrola
La Torre Iberdrola o Torre Abandoibarra és un gratacel de la ciutat de Bilbao que alberga la seu de la companyia Iberdrola. S'alça un total de 165 metres amb quaranta pisos sobre el nivell del terra i cinc pisos soterrats, cosa que converteix l'edifici en el més alt de la ciutat. Entre els pisos 1 i 5 hi ha l'hotel ABBA, de cinc estrelles i amb 150 habitacions, mentre que els altres pisos estan destinats a oficines. També compta amb un heliport.